# Als Bergsteiger gegen Italien
Als Bergsteiger gegen Italien ist der 1918 erschienene Debütroman von Gustav Renker. Darin berichtet er über seine alpinistischen Erlebnisse im Ersten Weltkrieg. Er stellt den heldenhaften Gebirgsbewohner dem „degenerierten Grossstadtmenschen“ gegenüber und verfocht dabei ein Ideal der Männlichkeit, das der „Erneuerung durch Krieg“ Ernst Jüngers ähnelte.